# Theridiosoma gemmosum
Espèce
Synonymes
- Theridium gemmosum L. Koch, 1877
- Theridiosoma argenteolum O. Pickard-Cambridge, 1879
- Epeira radiosa McCook, 1881
- Theridiosoma argentata Keyserling, 1884

Theridiosoma gemmosum appelée Araignée "lance-pierre" est une espèce d'araignées aranéomorphes de la famille des Theridiosomatidae.

## Biologie
Theridiosoma gemmosum tisse des toiles en forme de cône, au centre duquel elle attache un fil qu'elle relie à un autre support. Elle est alors capable de percevoir les vibrations de l'air grâce à des soies sensorielles présentes sur ses pattes : lorsqu'une proie est repérée à proximité de sa toile grâce à cette perception très développée, elle relâche le fil afin de piéger cette dernière dans le cône ainsi refermé.

## Distribution
Cette espèce se rencontre en zone holarctique.

## Publication originale
- L. Koch, 1877 : Verzeichniss der bei Nürnberg bis jetzt beobachteten Arachniden (mit Ausschluss der Ixodiden und Acariden) und Beschreibungen von neuen, hier vorkommenden Arten. Abhandlungen der Naturhistorischen Gesellschaft zu Nürnberg, vol. 6, p. 113-198 (texte intégral).